# Johann Heermann
Johann Heermann (ur. 11 października 1585 w Rudnej koło Lubina, zm. 17 lutego 1647 w Lesznie) – śląski poeta i pisarz, pastor ewangelicki, krzewiciel reformacji na Śląsku i w Wielkopolsce, jeden z najwybitniejszych literatów XVII wieku, twórca „pierwszej śląskiej szkoły poetyckiej”, nazwany „Śląskim Hiobem” lub „Piewcą z Chobieni”. Pisał w językach: łacińskim i niemieckim. Autor licznych hymnów religijnych, które do dzisiaj są śpiewane w kościołach ewangelickich.

## Lata nauki
Heermann (syn ubogiego kuśnierza) w dzieciństwie ciężko chorował i jego matka ślubowała, że gdy syn odzyska zdrowie, zostanie duchownym. Wypełniając to postanowienie (ponieważ przeżył jako jedyny z pięciorga dzieci), oddała go w 1597 na naukę do ewangelickiej szkoły łacińskiej w Wołowie. Nauczyciel Gregorius Fiebing szybko docenił jego talent i zachęcał go do pisania wierszy. Chociaż Heermann okazał się uczniem zdolnym i utalentowanym recytatorem, to po upływie roku musiał przerwać naukę w wołowskiej szkole z powodu choroby i braku pieniędzy.
W 1602 został nauczycielem syna Valeriusa Herbergera, kaznodziei ze Wschowy. W następnym roku rozpoczął naukę w gimnazjum elżbietańskim we Wrocławiu, a jesienią 1604 w słynącym z wysokiego poziomu nauczania gimnazjum w Brzegu. Za swe dokonania poetyckie został w 1608 uhonorowany tytułem Poeta Laureatus Caesarius. Rozpoczęte później studia teologiczne w Strasburgu musiał porzucić z powodu postępującej choroby oczu. Jego talent kaznodziei sprawił, że mimo luk w wykształceniu został w 1611 pastorem zboru w Chobieni.

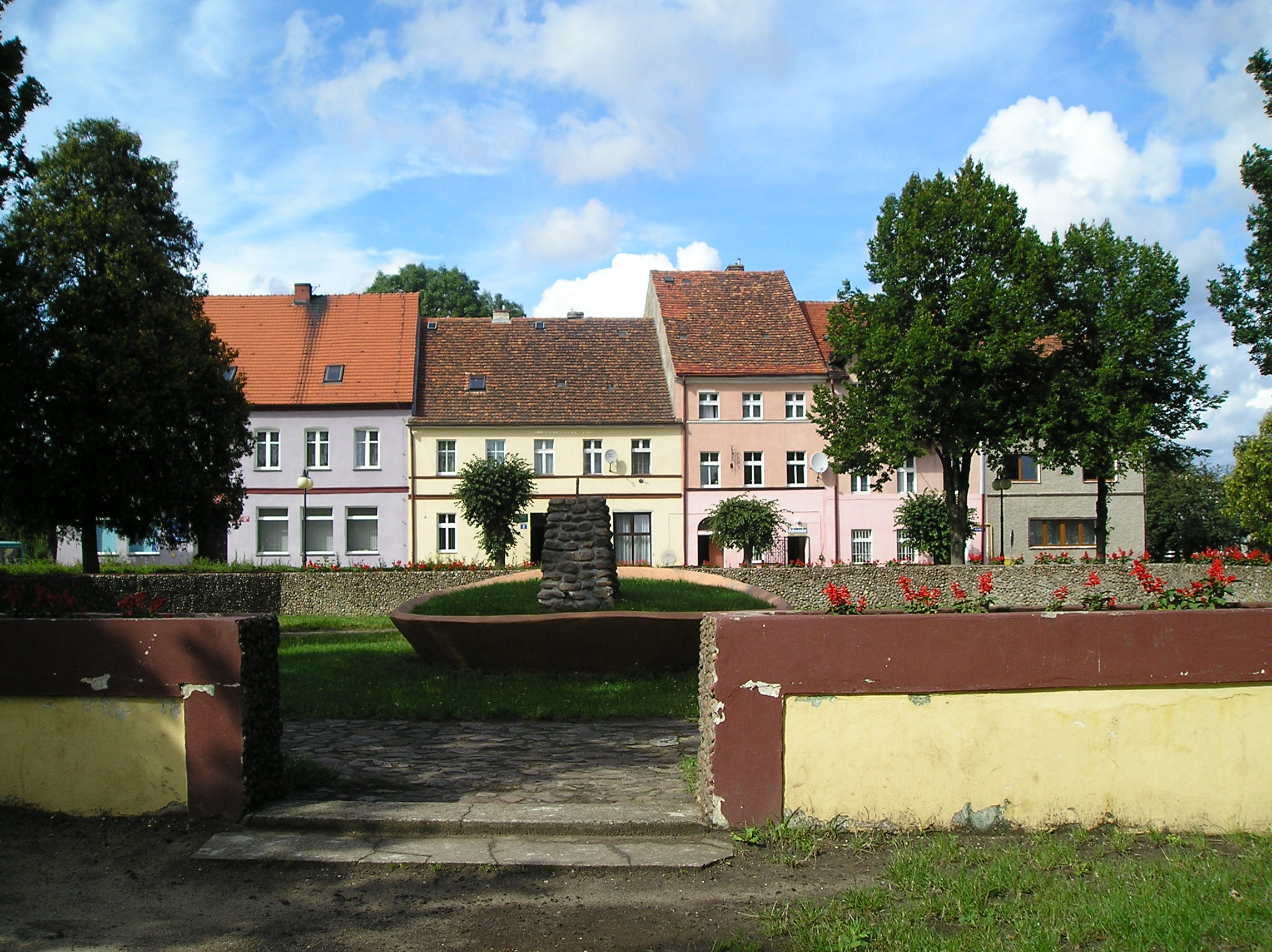
Pozostałości kościoła ewangelickiego w Chobieni rozebranego w 1963

## Życie w Chobieni
W 1612 poślubił Dorotheę Feige, córkę burmistrza Rudnej. Małżeństwo Heermannów było szczęśliwe i utrzymywało ożywione kontakty towarzyskie z okoliczną szlachtą (m.in. rodziną von Kottwitz). Wspomagany przez przyjaciół, Heermann uwolnił się od kłopotów finansowych, odbył nawet kilka podróży. Był to 6-letni pomyślny okres, w czasie którego Heermann zasłynął jako autor doskonałych utworów, pisanych po łacinie.
Rok 1617 przerwał tę pomyślność: śmierć żony, a potem ciężka choroba krtani sprawiły, że złamany psychicznie i fizycznie Heermann prawie nie mógł wykonywać funkcji pastora. Sytuację pogorszył wybuch wojny trzydziestoletniej, która spustoszyła Śląsk. Chobienia przechodziła z rąk do rąk, była 4 razy splądrowana (Heermann stracił cały swój dobytek, zginęło 550 jego parafian, zmarły też dzieci Heermanna). Zmieniające się władze to obsadzały w parafii jezuitów, to znowu przywracały tam pastorów i tak kilkakrotnie. W tych trudnych warunkach Heermann napisał jedno ze swoich najlepszych dzieł: tom hymnów Devoti Musica Cordis.
Heermann pozostawał pastorem w Chobieni przez 27 lat, aż do 1638 roku. Jednakże w 1634 zmuszony był zaniechać wygłaszania kazań, gdy z powodu choroby prawie stracił głos. Od tego czasu poświęcił się pisaniu kazań. W 1618 ożenił się ponownie z Anną Teichman z Góry Śląskiej, z którą miał trzech synów i córkę.

## Wyjazd do Leszna
Nasilające się na Śląsku prześladowania protestantów sprawiły, że w 1638 Heermann przeniósł się do Leszna, na zaproszenie właściciela miasta Bogusława Leszczyńskiego. Leszno było wówczas jednym z największych w Polsce ośrodków protestantyzmu, zaludnionym w większości przez ewangelickich uciekinierów ze Śląska i Czech (w tym przez dużą grupę braci czeskich). Przebywał tam wówczas Jan Amos Komeński, który był dla Heermanna autorytetem.
Heermann zmarł w Lesznie w 1647, gdzie został pochowany w kościele ewangelickim. Grób nie zachował się, ponieważ kościół kilkakrotnie spłonął i był przebudowany. W kościele (obecnie rzymskokatolickim) znajduje się jednak pamiątkowa tablica (z 1928) ku jego czci.

### Charakterystyka twórczości
Heermann uznany jest za najwybitniejszego poetę ewangelickiego od czasów Marcina Lutra do czasu Paula Gerhardta. Cechą charakterystyczną jego utworów (których zachowało się około 500) jest łączenie refleksji religijnej z filozoficzną; są nasycone motywami biblijnymi oraz elementami autobiograficznymi. Szczególne miejsce zajmują jego Treny (zwane „diamentami” poezji Heermanna), napisane w najgorszym okresie prześladowań okresu kontrreformacji. 14 hymnów Heermanna do dziś powszechnie śpiewa się w kościołach ewangelickich. Najbardziej znane to: Jezu mój miły, w czymżeś tak przewinił (niem. Herzliebster Jesu, was hast du verbrochen) oraz O Panie, Boże mój (niem. O Gott, du frommer Gott).
Kantata nr 5 na XIX niedzielę po Trójcy Świętej Jana Sebastiana Bacha Wo soll ich fliehen hin jest skomponowana do słów hymnu Heermanna.

### Publikacje Heermanna
Zbiory pieśni:
- Das Schlußglöcklein (Ostatni dzwoneczek) (1616)
- Exercitium pietatis (Doskonalenie pobożności) (1630)
- Devoti musica cordis (Muzyka pobożnego serca) (1630)
- Poetische Erquickstunden (Godziny poetyckich zachwytów) (1656)

Pisma religijne:
- Crux Christi (Męka Chrystusa) (1619, 1854)
- Schola mortis (Szkoła śmierci) (1628)
- Güldene Sterbekunst (Godna sztuka umierania) (1628)

## FragmentPieśni żałoby i pociechy po śmierci pani Dorothei(1617)
(…) Tutaj nie czekam już Ciebie

w życiu pełnym jesieni,

ponownie ujrzę Cię w niebie;

razem doń uniesieni

ku rozkosznej szczęśliwości,

która to ciebie już gości; (…)
Kiedy ku wielkiej radości

ujrzymy się ponownie!

Nie przeszkodzi tej miłości

śmierć, co przyszła raptownie.

Wielkie szczęście zapanuje,

gdy ta, którą opłakuję,

w me ramiona znów przyjdzie.
To chcę w świadomości trzymać

choć rozpacz mnie nachodzi, (…)
(Pieśń żałoby i pociechy po śmierci pani Dorothei, dedykacja do zbioru kazań Sontags- und Fest-Evangelia w przekładzie Marcina Błaszkowskiego).

### Literatura
- Neue Deutsche Biographie. Band 8, Duncker & Humblot, Berlin 1969, ISBN 3-428-00189-3, s. 198-199.
- Encyklopedia katolicka. T. VI, KUL, Lublin 1993.
- Heermann Johann: Myśli budujące. Przekład i opracowanie Marcin Błaszkowski. Urząd Miasta Leszna, 2014. ISBN 978-83-62200-24-5.
- Irmler Rudolf: Johann Heermann. Der Schlesische Hiob. Gießen & Basel 1959.
- Johann Heermann (1585-1647). Życie i twórczość = Johann Heermann (1585-1647). Leben und Werk. Red. A. Konior. Leszno 2008. ISBN 978-83-60876-12-1.
- Kordetzky Max: Johann Heermann. Ein Kirchenliederdichter aus Köben. "Heimatblätter des Kreises Wohlau" 17 Jg, 1938, s. 5-6.
- Schubert Heinrich: Leben und Schriften Johann Heermanns von Köben. Ein Beitrag zur schlesischen Literaturgeschichte. "Zeitschrift des Vereins für Geschichte und Alterthum Schlesiens" 19, 1885, s. 182-236.
- Wagner Günter: Der Sänger von Köben. Johann Heermann. Werden, Werk, Wirken. Marburg, „Der Freiheitsbote” 1954.